# Kalervo Tuukkanen

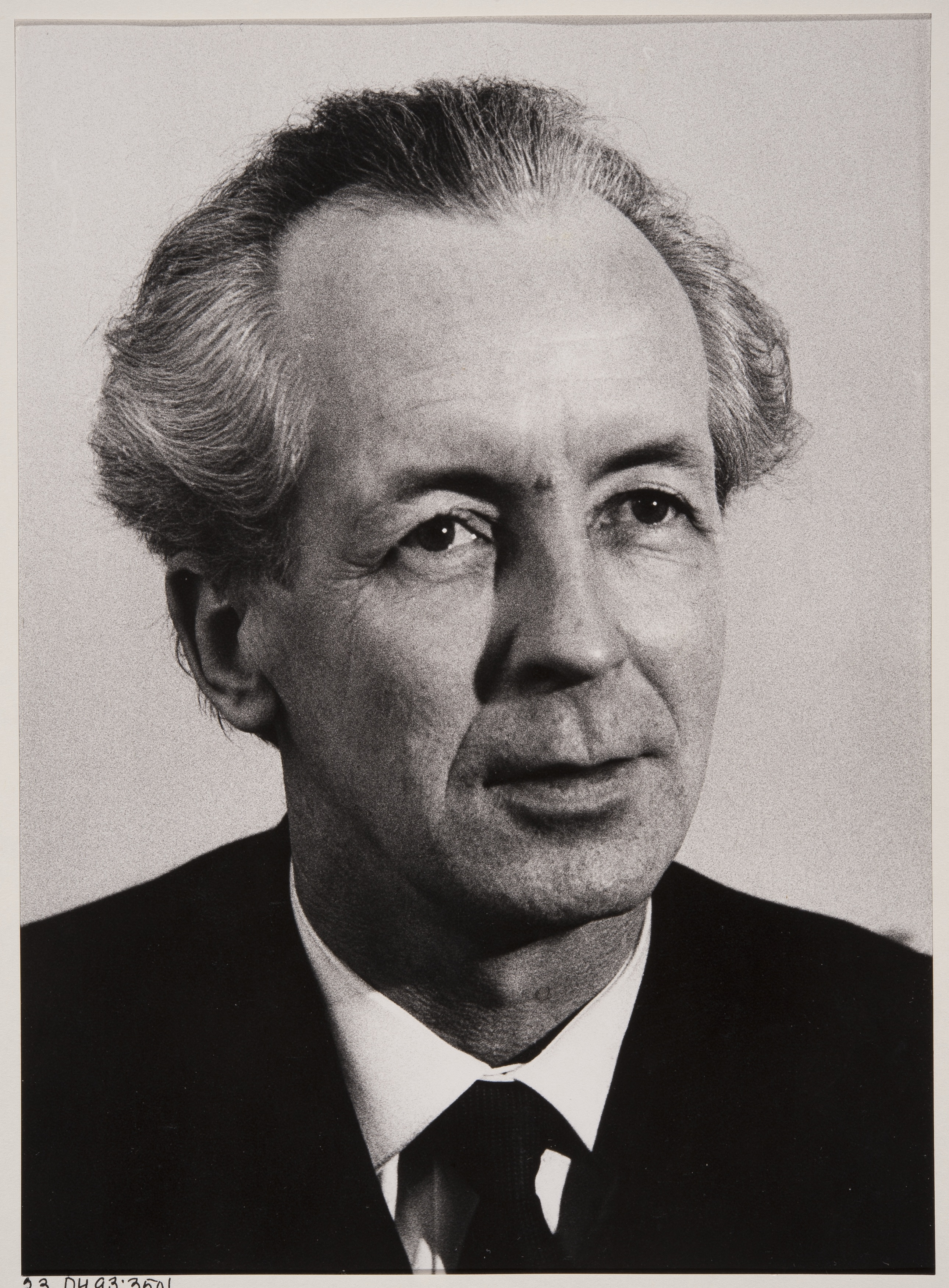
Kalervo Tuukkanen in den 1950en Jahren.

Kalervo Tuukkanen (* 14. Oktober 1909 in Mikkeli; † 12. Juli 1979 in Helsinki) war ein finnischer Komponist.
Tuukkanen studierte an der Universität von Helsinki und war Schüler von Leevi Madetoja und Ilmari Krohn. Er war von 1935 bis 1938 Lehrer für Musikgeschichte und -theorie an der Universität von Viipuri. Von 1942 bis 1944 war er Kapellmeister in Pori, danach lebte er als Dirigent und Lehrer in Helsinki. 1945 gehörte er neben Erik Bergman zu den Gründern des finnischen Komponistenverbandes.
Er komponierte sechs Sinfonien und eine sinfonische Dichtung, mehrere Orchestersuiten, zwei Violinkonzerte und ein Cellokonzert, Kantaten, Schauspiel-, Hörspiel- und Filmmusiken.
| Personendaten    | Personendaten        |
| ---------------- | -------------------- |
| NAME             | Tuukkanen, Kalervo   |
| KURZBESCHREIBUNG | finnischer Komponist |
| GEBURTSDATUM     | 14. Oktober 1909     |
| GEBURTSORT       | Mikkeli              |
| STERBEDATUM      | 12. Juli 1979        |
| STERBEORT        | Helsinki             |